# إن غار
إن غار، هي إحدى بلديات ولاية عين صالح عاصمة لـ دائرة إن غار. يبلغ عدد سكانها 8059، وهو ما يعطيها سبعة مقاعد في المجلس الشعبي البلدي. رمزها البريدي هو 11210 ورمز لها البلدية 1103.